# 사회 선택 이론
사회 선택 이론 또는 사회 선택은 어떤 의미에서 집단적 결정 또는 사회 복지에 도달하기 위해 개인의 의견, 선호도, 관심 또는 복지를 결합하는 분석을 위한 이론적 틀이다. 선택이론은 개인이 자신의 선호에 따라 선택하는 것과 관련이 있는 반면, 사회적 선택이론은 개인의 선호를 그룹의 선호로 변환하는 방법에 관한 것이다. 집단 결정의 비이론적 예는 헌법에 따라 법률 또는 일련의 법률을 제정하는 것이다. 또 다른 예는 후보자에 대한 개인의 선호도를 수집하여 그룹의 선호도를 가장 잘 나타내는 사람을 선출하는 투표이다.
사회적 선택은 복지 경제학과 공공 선택론의 요소를 혼합한다. 방법론적으로 개인주의적이며 사회 구성원 개개인의 선호도와 행동을 종합한다. 일반성에 대한 형식 논리의 요소를 사용하여 분석은 사회 복지 함수 (또는 헌법 )을 형성하기 위한 사회적 선택의 겉보기에 합리적인 공리 세트에서 진행된다. 결과는 Arrow의 정리에서와 같이 다양한 공리의 논리적 비호환성을 밝혀냈고, 집계 문제를 드러내고 일부 공리를 삭제하는 데 재구성 또는 이론적 분류를 제안했다.

## 공공선택론과의 관계
"공공 선택"과 "사회 선택"은 많이 겹치는 분야이다.
사회적 선택과 공공 선택 이론은 겹칠 수 있지만 좁게 해석하면 분리된다. Journal of Economic Literature 분류 코드는 JEL D71 (클럽, 위원회 및 협회 포함)의 미시경제학 아래에 사회적 선택을 배치하는 반면, 대부분의 공공 선택 하위 범주는 JEL D72(정치 과정의 경제 모델: 지대 추구, 선거, 입법부 및 투표)에 있다. 행동).

## 대인 효용 비교
사회 선택 이론은 개인의 선호를 집합적 사회 복지 기능으로 통합하거나 결합하는 이론적이고 실제적인 방법에 대한 연구이다. 이 분야는 일반적으로 개인 에게 선호가 있다고 가정 하고, 효용 함수를 사용 하여 모델링할 수 있다. 그러나 해당 분야의 많은 연구는 이러한 효용 기능이 인간의 내부에 있고 의미 있는 측정 단위가 부족하며 다른 개인 간에 비교할 수 없다고 가정한다 이러한 유형의 대인 효용 비교 가 가능한지 여부에 따라 사용 가능한 수학적 사회 복지 기능의 구조와 사회 선택 이론.
한 관점에서 제레미 벤담(Jeremy Bentham)을 따라 공리주의 자들은 개인의 선호와 효용 기능이 대인 관계에서 비교할 수 있으며 따라서 총 효용 측정에 도달하기 위해 함께 추가될 수 있다고 주장했다. 공리주의 윤리는 이 총체를 최대화할 것을 요구한다.
대조적으로, 라이어널 로빈스를 따르는 많은 20세기 경제학자들은 정신 상태와 그것이 반영하는 효용이 측정될 수 있는지, 그리고 효용 과 그것이 기반으로 하는 사회적 선택 이론의 대인 비교에 대해 의문을 제기했다. 예를 들어, 개인이 이미 소유하고 있는 재화의 양에 따라 추가된 양의 재화의 효용이 감소한다는 한계 효용 체감의 법칙을 생각하면, 그것은 전자가 추가 소득 단위에서 후자만큼 많은 효용을 얻지 못한다는 전제 하에 "부자"에서 "빈곤"으로 부의 이전을 방어하는 데 사용되었다. 로빈스( 1935, pp. 138–40) 이러한 개념은 실증 과학 을 넘어선 것이라고 주장한다. 즉, 다른 사람의 효용 변화를 측정할 수 없으며 실증 이론에서 요구하지도 않다.
효용의 대인 비교를 옹호하는 옹호자들은 로빈스가 너무 많이 주장했다고 주장해 왔다. 존 하사니는 효용과 같은 정신 상태의 완전한 비교가 결코 가능하지 않다는 데 동의하지만 인간은 몇 가지 공통 배경, 문화적 경험 등을 공유하기 때문에 효용을 대인 관계에서 비교할 수 있다고 믿다. 아마르티아 센은 로마를 불태우면서 얻은 이득보다 나머지 로마인들이 입은 손실이 더 컸다고 할 수 있다. 따라서 하사니와 센은 효용의 적어도 부분적 비교 가능성이 가능하며 사회적 선택 이론은 그 가정 하에서 진행된다고 주장한다.
그러나 센은 대인 관계 효용의 비교 가능성이 부분적일 필요는 없다고 제안한다. 센의 정보 확장 이론에 따르면 효용에 대한 완전한 대인 비교조차도 정신 상태가 가단하기 때문에 사회적으로 차선의 선택으로 이어질 것이다. 굶주린 농민은 특히 밝은 기질을 가지고 있어 적은 수입에서 높은 효용을 얻을 수 있다. 그러나 이 사실이 사회적 선택의 영역에서 보상이나 평등에 대한 그의 주장을 무효화해서는 안 된다.
따라서 사회적 결정은 불변의 요소를 기반으로 해야 한다. 센은 광범위한 데이터를 기반으로 하는 대인 효용 비교를 제안한다. 그의 이론은 기본적 필요(예: 식품), 자유(예: 노동 시장에서) 및 능력을 충족시키는 재화에 대한 개인의 접근으로 간주되는 이점에 대한 접근과 관련이 있다. 우리는 실제 변수를 기반으로 사회적 선택을 진행할 수 있으며, 이에 따라 실제 위치와 이점에 대한 접근을 다룰 수 있다. 센의 정보 확장 방법은 사회적 선택 이론이 사회적 선택 이론을 영구적으로 해칠 것처럼 보인 로빈스의 반대를 피할 수 있도록 한다.
또한 Arrow의 불가능성 정리와 Gibbard-Satterthwaite 정리 의 획기적인 결과 이후 개인의 선호 영역의 제한에 초점을 맞춘 많은 긍정적인 결과가 최적 투표와 같은 주제를 해명했다. 초기 결과는 가장 일반적인 상황에서 독재와 비효율이 없는 사회적 선택 기능을 만족스럽게 제공하는 것이 불가능하다는 것을 강조했다. 이후의 결과는 많은 바람직한 속성을 수용할 수 있는 자연적인 제한을 발견했다.

## 실증적 사회선택 연구
Arrow 이후로 사회적 선택 분석은 주로 매우 이론적이고 형식적인 성격을 띠고 있다. 그러나 ca. 1960년에는 미국 정치학자 William H. Riker 가 사회 선택 이론적 통찰을 실증적으로 적용하는 데 관심을 갖기 시작했다.

## 사회적 선택 규칙
허락하다 {\displaystyle X} 가능한 '세계의 상태' 또는 '대안'의 집합이다. 사회는 하나의 국가를 선택하기를 원한다. {\displaystyle X} . 예를 들어, 단일 승자 선거에서, {\displaystyle X} 후보자 집합을 나타낼 수 있다. 리소스 할당 설정에서 {\displaystyle X} 가능한 모든 할당을 나타낼 수 있다.
허락하다 {\displaystyle I} 개인의 집합을 나타내는 유한 집합이다. 각각 {\displaystyle i\in I}, 허락하다 {\displaystyle u_{i}:X\longrightarrow \mathbb {R} } 개인 이 각 가능한 상태에서 파생되는 행복의 양을 설명하는 효용 함수이다.
사회적 선택 규칙 은 데이터를 사용하는 메커니즘이다. {\displaystyle (u_{i})_{i\in I}}에서 일부 요소를 선택하려면 {\displaystyle X} 사회를 위한 '최선'이다. '최선'이 무엇을 의미하는지에 대한 질문은 사회 선택 이론의 기본 질문이다. 다음 규칙이 가장 일반적이다.
- <i id="mwoQ">공리주의 법칙</i> ( 최대합 법칙 이라고도 함)은 효용의 합을 최대화하여 효율성을 극대화하는 것을 목표로 한다.
- 최대-최소 규칙 이라고도 하는 <i id="mwpQ">평등주의 규칙</i> 은 최소 효용을 최대화하여 공정성을 최대화하는 것을 목표로 한다.
- 최대 제품 규칙 이라고도 하는 비례 공정 규칙 은 이전 두 규칙 사이의 균형을 유지하여 효율성과 공정성 사이의 균형을 달성하는 것을 목표로 한다.

## 사회적 선택 함수
사회적 선택 함수 또는 투표 규칙은 후보자 집합(대안이라고도 함)에 대한 개인의 완전하고 전이적인 선호도를 취하고 후보자의 일부 하위 집합(단수 가능)을 반환한다. 우리는 이 부분집합을 선거의 승자로 생각할 수 있다. 이것은 단순히 일부 하위 집합을 선택하는 것과는 대조적으로 대안 집합의 선형 순서를 반환하는 사회 복지 함수와 다르다. 우리는 어떤 공리 또는 수학적 속성을 충족하는지에 따라 다양한 사회적 선택 기능을 비교할 수 있다.

## 같이 보기
- 투표의 역설
- 게임 이론
- 집단 의사결정
- 메커니즘 디자인
- 합리적 선택 이론